# Stig Olsson (politiker)
Stig Ejnar Olsson, född 13 juni 1919 i Timrå, död där 4 oktober 2008, var en svensk tidigare uppmätningsman och politiker (socialdemokrat). 
Stig Olsson var ordförande i FCO och var ledamot av riksdagens andra kammare 1969–1970, invald i Västernorrlands läns valkrets.